# Луций Юний Силан (претор 48 г.)
Вижте пояснителната страница за други личности с името Юний Силан.
Луций Юний Силан (на латински: Lucius Iunius Silanus; * ок. 12; † 1 януари 49, Рим) e политик и сенатор на Римската империя и претор през 48 г. Праправнук е на император Август и годеник на Клавдия Октавия.

## Биография
Принадлежи към клон Юний Силан на фамилията Юнии. Син е на Марк Юний Силан Торкват (консул 19 г.) и Емилия Лепида, дъщеря на Луций Емилий Павел (консул 1 г.) и Юлия Младша. По-малък брат е на Децим Юний Силан Торкват (консул 53 г.) и по-голям брат на Марк Юний Силан (консул 46 г.), на Юния Калвина и на Юния Силана (вероятно и на Юния Лепида). Той, братята и сестрите му са най-знатни римски личности по времето на Клавдий и Нерон.
През 41 г. Луций Юний Силан е сгоден за само 2-годишната Клавдия Октавия, единствената дъщеря на император Клавдий от третия му брак с Валерия Месалина. Успелият вече Луций е награден с триумфални отличия и празнична игра. Също получава и службата на vigintivir и разрешението да упражнява всички служби пет години преди предписаното от Cursus honorum време.
През 48 г. до края на декември той e претор. Тази служба може да се изпълнява на възраст от 40 години.
През 48 г. Агрипина Младша, първа братовчедка на Октавия, успява чрез интриги да развали годежа им, за да я омъжи за сина си Нерон. Тази година Луций Вителий разпространява за Агрипина слух, че Силан има непредпазлива неприлична връзка със сестра си Юния Калвина. Чрез едикт от 29 декември на Луций Вителий той е изхвърлен от Сената. Луций се самоубива на Нова година, 1 януари 49 г., денят в който Агрипина и Клавдий слкючват брак. Според Сенека той е екзекутиран от Клавдий заради кръвосмешение.